# C. J. 토머슨
C. J. 토머슨(C. J. Thomason, 1982년 12월 6일 ~ )은 미국의 영화배우, 텔레비전 배우, 연극 배우, 모델이다.

## 방송
- 하퍼스 아일랜드
- CSI 뉴욕 2

## 영화
- 더 몽키스 포 (2013년) - 제이크 역
- 생존자들 (2012년)
- S.O.S 러브! - 밀리언 달러 콘트랙트 (2011년) - 제이크 역
- 허스크 (2011년) - 크리스 역
- 하퍼의 섬 (2009년)
- 제인 도: 아이 오브 더 비홀더 (2008년)
- 트랜스포머 (2007년) - 세일러 역